# Ultramóvil
Ultramóvil fou la marca amb què els mecànics catalans germans Molist comercialitzaren els automòbils que varen fabricar el 1902 als seus tallers de Barcelona, situats al número 123 del carrer Aribau i coneguts com a Carruajes y Carroserias Juan Molist. El negoci dels Molist es dedicava principalment, des de 1878, a la manufactura de carrosseries per a carruatges.
Els cotxes Ultramóvil muntaven xassissos i motors subministrats per la casa Bons del barri de Sants. Es té constància de dos exemplars que varen ser matriculats a Sevilla, un d'ells amb el número de placa SE-51.